# Wilhelm Kasper
Wilhelm Kasper (ur. 8 sierpnia 1892 w Neustadt im Schwarzwald, zm. 10 stycznia 1985 w Hamburgu) – niemiecki polityk komunistyczny i działacz związkowy. 

## Życiorys
Z początku socjaldemokrata w Socjaldemokratycznej Partii Niemiec (niem. Sozialdemokratische Partei Deutschlands, SPD) (1916) i Niezależnej Socjaldemokratycznej Partii Niemiec (niem. Unabhängige Sozialdemokratische Partei Deutschlands, USPD) (1917). Od 1919 działacz związkowy w Zentralverband der Angestellten (ZdA) (pol. Centralnym Związku Pracowników). W 1920 przeszedł do komunistycznej Partii Niemiec (niem. Kommunistische Partei Deutschlands, KPD). Członek pruskiego Landtagu z ramienia KPD (1924–1933). Członek komitetu centralnego KPD (1929–1933). Aresztowany przez nazistów i więziony w obozach koncentracyjnych (1933–1937). W 1969 przeszedł do Niemieckiej Partii Komunistycznej (niem. Deutsche Kommunistische Partei, DKP).